# Емил Гъргоров
Емил Николаев Гъргоров е български футболист, полузащитник, бивш национален състезател.

## Кариера
Роден е на 15 февруари 1981 г. в София. Започва своята кариера в Детско-юношеската школа на Локомотив (София).
Подписва първи професионален договор с родния клуб през 1999 година, а през 2002 година е трансфериран в отбора на ПФК ЦСКА (София).
От юли 2006 футболист на френския РК Страсбург. От декември 2007 до лятото на 2008 г. отново е в ЦСКА под наем. Предишни отбори: ЦСКА от 2002 до 2006 и Локомотив (София) от 1999 до 2002. Шампион на България с ЦСКА през 2003, 2005 и 2008 г. Награда „Към Върха“ на радио Спорт за 2003 г. Играч на ЦСКА за 2003 г. Най-добър млад играч – 2 пъти с екипите на Локо (Сф) и ЦСКА.
Подгласник за най-добър халф на България за 2003 г. Подгласник за най-добър халф на България за 2005 г. Има 11 мача и 1 гол за националния отбор на България през периода 2001 – 2005 г.
През октомври 2008 е повикан отново в разширения състав на националния отбор по футбол за срещите с Италия и Грузия.
През 2010 г. е в отбора на Университатя (Крайова), през зимата на 2011 г. се завръща в отбора на ЦСКА (София), като дебют отново прави на 5 март 2011 г., при победата с 0 – 4 над отбора на Черноморец (Бургас) в Бургас.
След като през лятото на 2011 г. преминава в Лудогорец отбелязва първия си гол в дебютния си мач срещу Видима-Раковски, в който Лудогорец побеждава с 4 – 0. На 11 септември 2011 г. отбелязва хеттрик в срещата Лудогорец-Славия (София) 6 – 0. За сезон 2011 – 2012 вкарва 13 гола в А ПФГ, като разделя второто място с Янис Зику след Иван Стоянов и Жуниор Мораеш, които разделят първото място с по 16 гола.
На 20 октомври 2020 г. слага край на професионалната си кариера като футболист. В началото на юли 2021 г. се завръща на терена с отбора на Витоша Бистрица.

## Национален отбор
Има 18 мача и 2 гола за националния отбор. Първият отбелязва на 29 ноември 2004 г. в приятелската среща Египет-България 1 – 1. Взима участие в контролата срещу Унгария на 29 февруари 2012 г. Прави няколко хубави отигравания, центрира за едно опасно положение, пропиляно от Иван Иванов

## Статистика по сезони
| Сезон   | Клуб                   | Първенство       | Първенство | Първенство | Купа   | Купа   | ЕКТ1   | ЕКТ1   | Други турнири2 | Други турнири2 | Общо   | Общо   |
| Сезон   | Клуб                   | Първенство       | Мачове     | Голове     | Мачове | Голове | Мачове | Голове | Мачове         | Голове         | Мачове | Голове |
| ------- | ---------------------- | ---------------- | ---------- | ---------- | ------ | ------ | ------ | ------ | -------------- | -------------- | ------ | ------ |
| 1998/99 | Локо (сф)              | А футболна група | 6          | 1          | 0      | 0      | 0      | 0      | –              | –              | 6      | 1      |
| 1999/00 | Локо (сф)              | А футболна група | 24         | 7          | 5      | 2      | 0      | 0      | –              | –              | 29     | 9      |
| 2000/01 | Локо (сф)              | А футболна група | 20         | 5          | 7      | 2      | 0      | 0      | –              | –              | 27     | 7      |
| 2001/02 | Локо (сф)              | А футболна група | 17         | 2          | 0      | 0      | 0      | 0      | –              | –              | 17     | 2      |
| 2002/03 | ЦСКА                   | А футболна група | 24         | 14         | 8      | 2      | 4      | 2      | 0              | 0              | 36     | 18     |
| 2003/04 | ЦСКА                   | А футболна група | 21         | 15         | 6      | 4      | 6      | 1      | 0              | 0              | 33     | 20     |
| 2004/05 | ЦСКА                   | А футболна група | 22         | 9          | 5      | 0      | 4      | 1      | 0              | 0              | 29     | 10     |
| 2005/06 | ЦСКА                   | А футболна група | 25         | 11         | 5      | 3      | 10     | 2      | 0              | 0              | 40     | 17     |
| 2006/07 | Страсбург              | Лига 1           | 2          | 0          | –      | –      | –      | –      | –              | –              | 2      | 0      |
| 2007/08 | Страсбург              | Лига 2           | 2          | 0          | –      | –      | –      | –      | –              | –              | 2      | 0      |
| 2007/08 | ЦСКА (под наем)        | А футболна група | 13         | 0          | –      | –      | –      | –      | –              | –              | 13     | 0      |
| 2008/09 | Страсбург              | Лига 2           | 26         | 4          | –      | –      | –      | –      | –              | –              | 26     | 4      |
| 2009/10 | Страсбург              | Лига 2           | 21         | 2          | –      | –      | –      | –      | –              | –              | 21     | 2      |
| 2010/11 | Университатя (Крайова) | Лига I           | 13         | 1          | 3      | 0      | –      | –      | –              | –              | 13     | 1      |
| 2010/11 | ЦСКА                   | А футболна група | 12         | 2          | 1      | 0      | –      | –      | –              | –              | 12     | 2      |
| 2011/12 | Лудогорец              | А футболна група | 26         | 13         | 3      | 1      | –      | –      | 0              | 0              | 29     | 14     |
| 2012/13 | Лудогорец              | А футболна група | 22         | 6          | 1      | 1      | 2      | 1      | 0              | 0              | 25     | 8      |
| 2013/14 | ЦСКА                   | А футболна група | 38         | 9          | 3      | 0      | –      | –      | –              | –              | 41     | 9      |
| Общо    | Общо                   | Общо             | 334        | 102        | 47     | 15     | 26     | 7      | 0              | 0              | 407    | 124    |

## Успехи

### ЦСКА
- Шампион А ПФГ: 2002 – 03, 2004 – 05, 2007 – 08
- Купа на България: 2005 – 06, 2010 – 11

### Лудогорец
- Шампион А ПФГ: 2011 – 12, 2012 – 13
- Купа на България: 2011 – 12
- Суперкупа на България: 2012

### Витоша Бистрица
- Купа на АФЛ: 2021 – 22